# Сторожевая застава (фильм)
«Сторожевая застава» — украинский
приключенческий фильм-фэнтези режиссёра Юрия Ковалёва, снятый по мотивам одноимённой книги Владимира Рутковского. В центре сюжета — современный школьник Витя, который через портал времени попадает в прошлое — на тысячу лет назад во времена былинных богатырей.
Украинская премьера состоялась 12 октября 2017 года.

## Сюжет
Солнечное затмение активизирует магический временной портал, и обычный школьник Виктор из XXI века попадает на тысячу лет назад. В юном Алёшке, могучем Илье и суровом Добрыне Витя без труда узнаёт былинных богатырей. Их жизнь проходит в сражениях с половцами, которые любой ценой, с помощью оружия, и чёрной магии, пытаются уничтожить русичей. Витя оказывается в самом центре невероятных событий, вступает в битву с мифическими существами и обретает настоящее мужество.

## В ролях
- Даниил Каменский — Виктор, школьник (озвучивает Вячеслав Хостикоев)
- Ева Кошевая — Алёнка (озвучивает Елизавета Зиновенко)
- Роман Луцкий — Алёша
- Олег Волощенко — Илья (озвучивает Борис Георгиевский)
- Александр Комаров — Добрыня (озвучивает Кирилл Никитенко)
- Георгий Деревянский — дед Овсей (озвучивает Василий Мазур)
- Станислава Красовская — Росанка
- Наталья Сумская — Меланка, сестра Ильи Муромца[2]
- Ержан Нурымбет — Андак (хан) (озвучивает Дмитрий Гаврилов)
- Ерболат Тогузаков — Шаман (озвучивает Евгений Малуха)
- Иван Денисенко[укр.] — Тугарин, пленённый половец, брат хана (озвучивает Дмитрий Гаврилов)
- Олег «Фагот» Михайлюта — дозорный города Римова[3]
- Андрей Мостренко — голос за кадром

Из-за недостаточно высокого уровня разговорного языка некоторых актёров, снимавшихся в фильме, их роли были переозвучены профессиональными актёрами озвучивания (они же работали и над русскоязычной версией фильма).

## Производство
«Сторожевая застава» является дебютной полнометражной работой режиссёра Юрия Ковалёва. Одноимённую книгу Владимира Рутковского адаптировали в сценарий Александр Дерманский и Ярослав Войцешек.
Художник по костюмам Антонина Белинская заявила, что на разработку эскизов ей понадобилось полтора месяца. «Была проведена колоссальная работа по изучению исторических источников, было много консультаций, как с историками, так и с реконструкторами. Затем для усиления образа и характера добавлялись художественные детали, и уже на основании всего этого создавались костюмы наших героев», — добавила Белинская.
Съёмки фильма начались в ноябре 2015 года и проходили в Карпатах на скалах Довбуша, в Коростышевском карьере, Тетеревском корзины, в Буче, а также на натурной съёмочной площадке студии Film.ua, где специально для съёмок были построены масштабные декорации самой Сторожевой заставы. Весной 2016 состоялись досъёмки.
Для полтавчанина Даниила Каменского и сумчанки Евы Кошевой, сыгравших главные роли, лента стала кинодебютом. Сцена поцелуя юных актёров снималась 23 дубля.
Саундтрек «Мантра» из финальных титров фильма звучит в исполнении Олега «Фагота» Михайлюты, лидера группы «ТНМК». Сам Фагот в фильме исполнил роль дозорного на башне.
Бюджет фильма составил 40,3 млн гривен.
Постпродакшн, а также работу над CGI и VFX выполнила украинская студия Postmodern.

## Выпуск
В феврале 2015 году на Европейском кинорынке Берлинского международного кинофестиваля права на прокат фильма были проданы во Францию. В марте 2016 на Гонконгском кино и телерынке фильм «Сторожевая застава» был продан дистрибьюторам на территорию Индии, Вьетнама и Малайзии.
29 марта 2016 на киностудии Film.ua состоялась презентация «Сторожевой заставы» и пресс-конференция с участием создателей и актёров. Были представлены тизер фильма, а также объявлена дата выхода и дистрибьютор на Украине.

### Украинский прокат

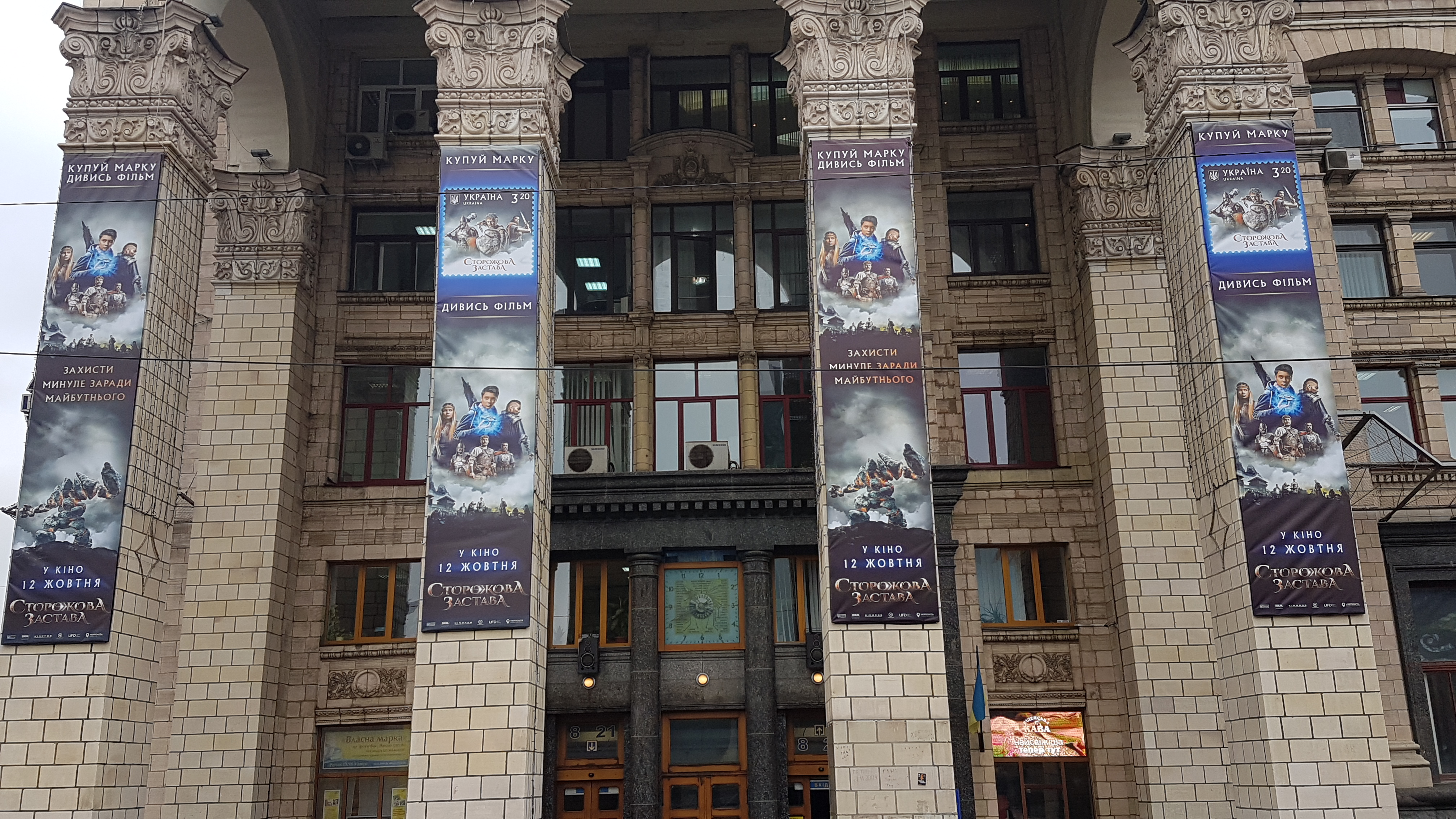
Промокампания фильма «Сторожевая застава» в Киеве. На колоннах главпочтамта — реклама фильма и специально выпущенной к этому событию почтовой марки

В преддверии выхода фильма прошла широкомасштабная рекламная кампания. Кроме традиционных бордов, плакатов, общественный транспорт, интернет и телевизор, один из спонсоров фильма — компания-оператор «Укрпочта» — выпустила 130 тысяч марок с изображением фильма. А на станции метрополитена «Золотые ворота» прошёл рекламный флешмоб с участием актёров фильма, которые в рыцарском обмундировании прошлись с мечами по станции, исполняя саундтрек фильма.

### Телевизионная версия
Премьера фильма состоялась на «Новом канале» 14 апреля 2018 года. Расширенная телеверсия фильма будет представлять собой 4-серийный мини-сериал.

## Ссылка
- storojovazastava.com — официальный сайт Сторожевая застава
- Официальная страница  Сторожевая застава в социальной сети Facebook
- Сторожевая застава — русский тизер № 1 // Youtube
- Сторожевая застава — русский трейлер № 2 // Youtube